# Sjöstugan

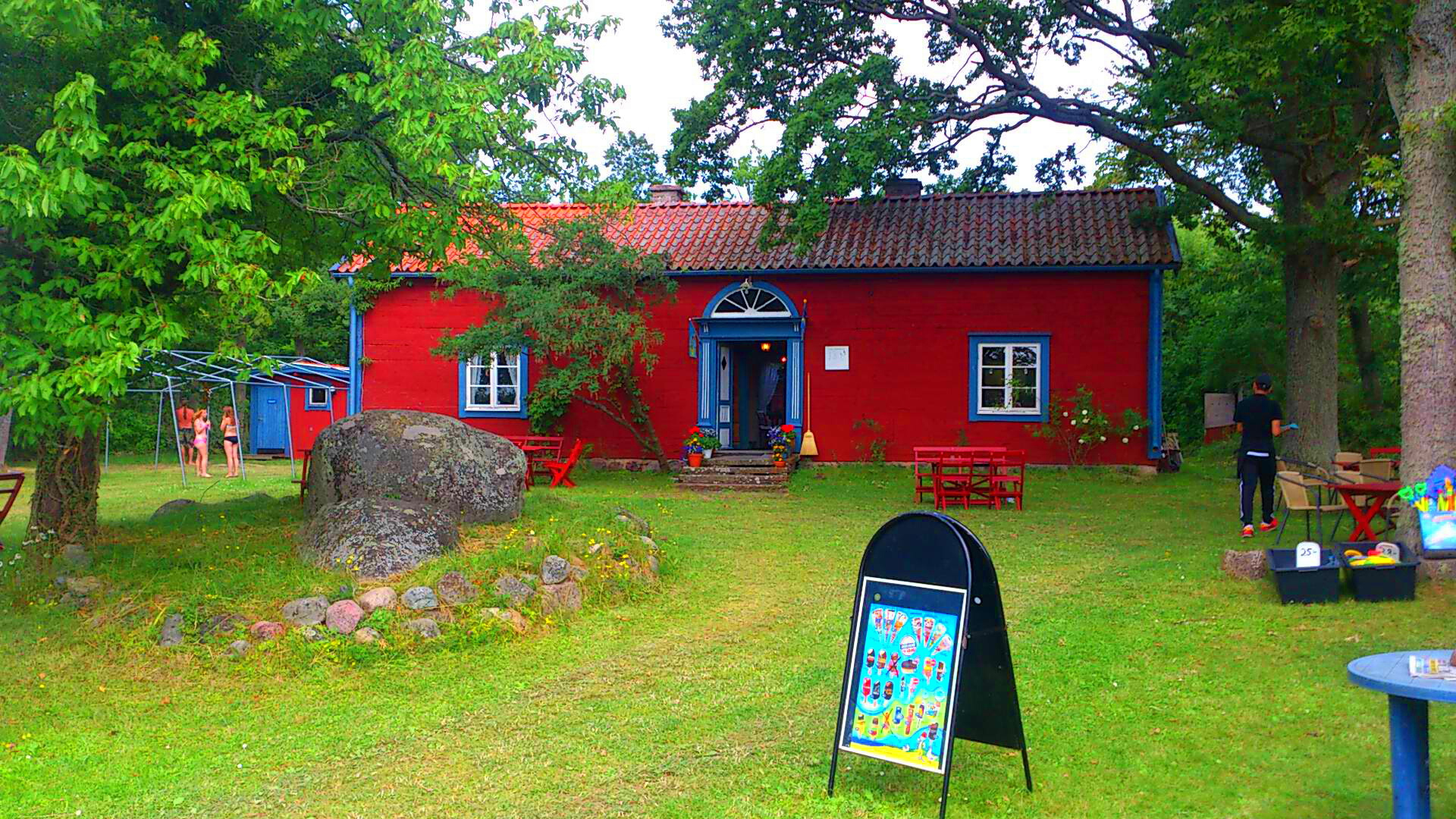
Sjöstugan.

Sjöstugan strax norr om Borgholm på Öland är ett kafé som under flera decennier drevs av konstnären Axel Kargel och hans hustru. Nils Ferlin var på 1940-talet en ofta sedd gäst i den gamla gästgivargården, liksom flera av Kargels konstnärsvänner, något som gästboken vittnar om.  
Sjöstugans långgrunda badstrand är en tillflykt för många turister.

## Gästgivaregård
Ursprungligen fungerade den som gästgivaregård i Isgärde på södra Öland.
På 1940-talet var den gamla gästgivaregården en mötesplats för kulturpersonligheter, där poeten Nils Ferlin ofta var en av gästerna. Många av Kargels konstnärsvänner samlades här, vilket gästboken från den tiden vittnar om, till exempel Helmer Grundström, Ragnar Holmström, Ivar Lo-Johansson, Valdemar Mohed, Harald Lindberg, Erik Ewald, Ivar Morsing, Vera Nilsson och Edvin Lindholm Houge.
När stugan flyttades till Borgholm 1927 behöll man dess inredning. I inredningen ingick kopparkärl som blänkte på spiskransar och bord, dragkistor på golvet och en spinnrock. Väggarna dekorerades med målningar, som kopierats från fragment av de ursprungliga. Dörrarna hade kvar sina historiska gångjärn, och på en av dörrarna stod inskriften: "Isgärde gamle gästgivaregård, hitflyttad anno 1927."

## Bilder på, från och vid Sjöstugan

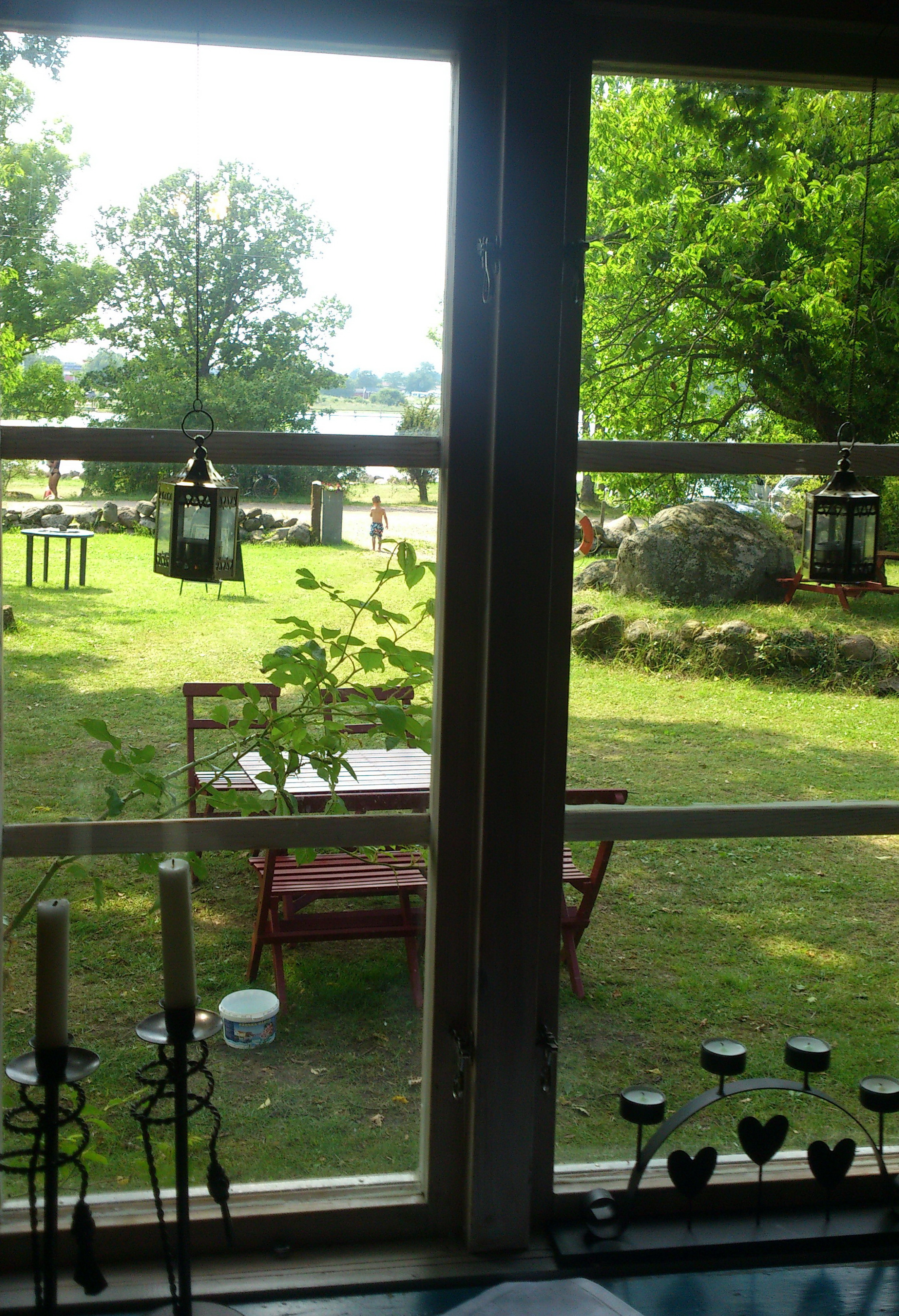
Utsikt från Sjöstugan.
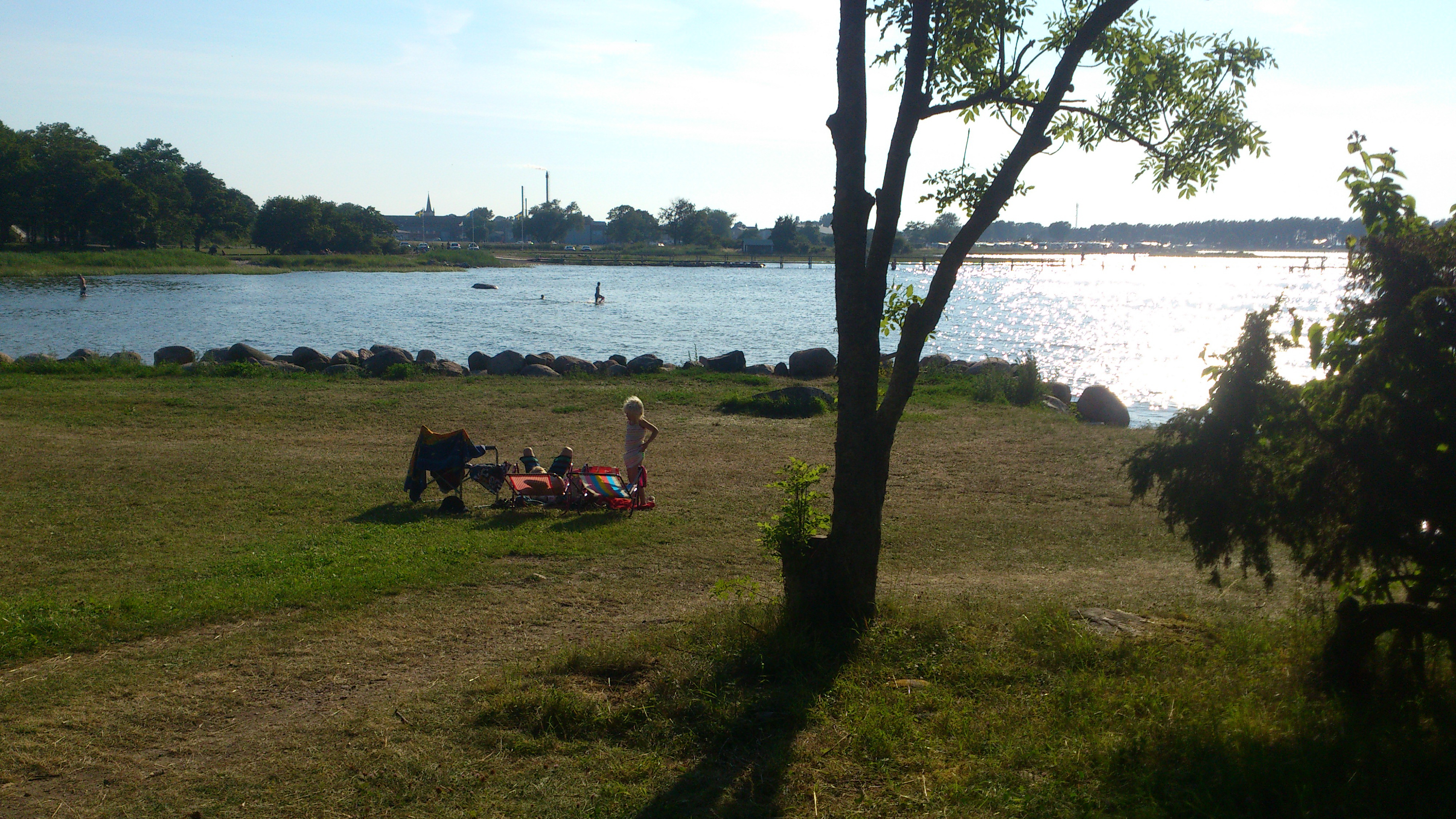
Badplats vid Sjöstugan.
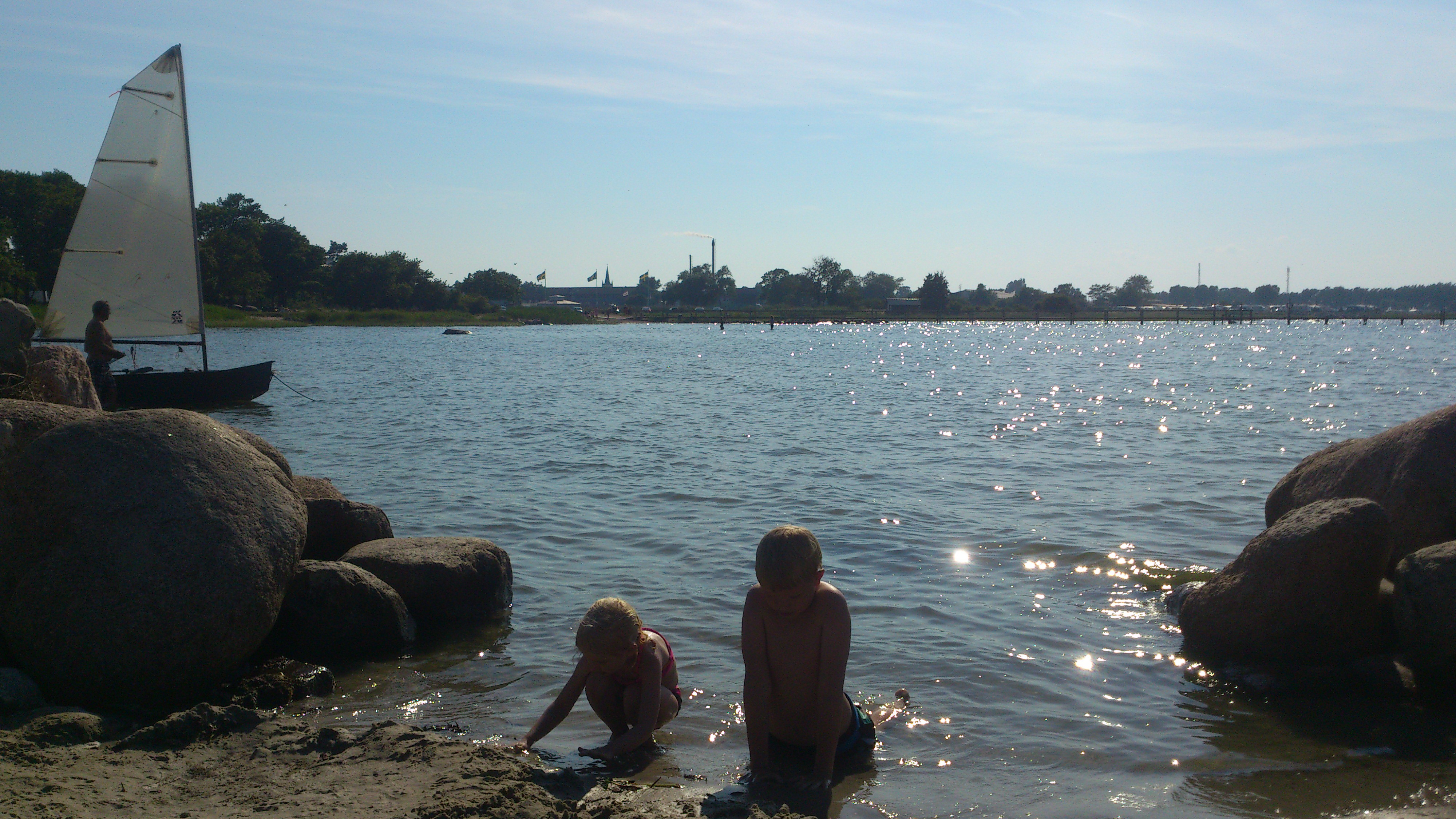
Badplats vid Sjöstugan.
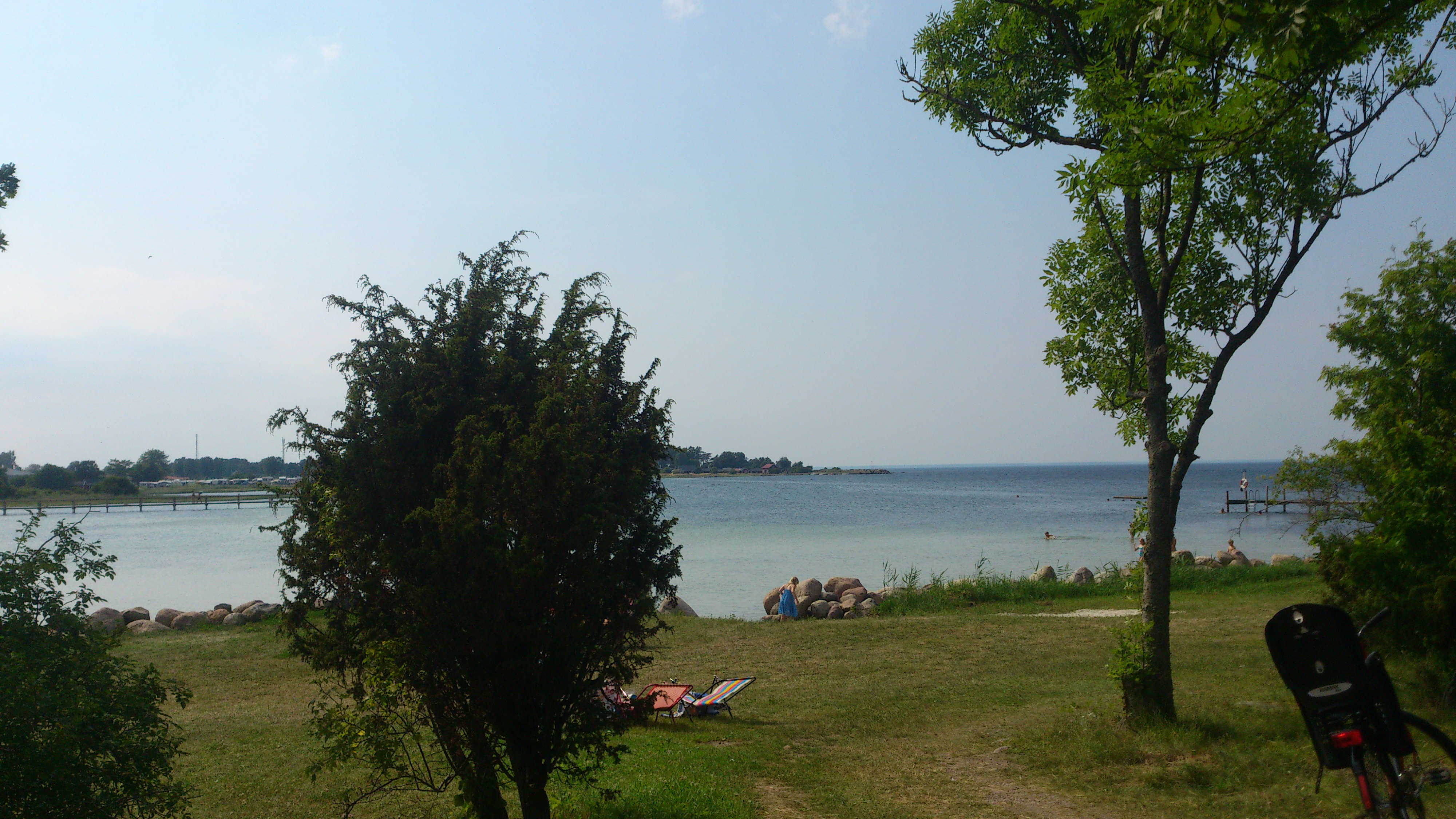
Badplats vid Sjöstugan.
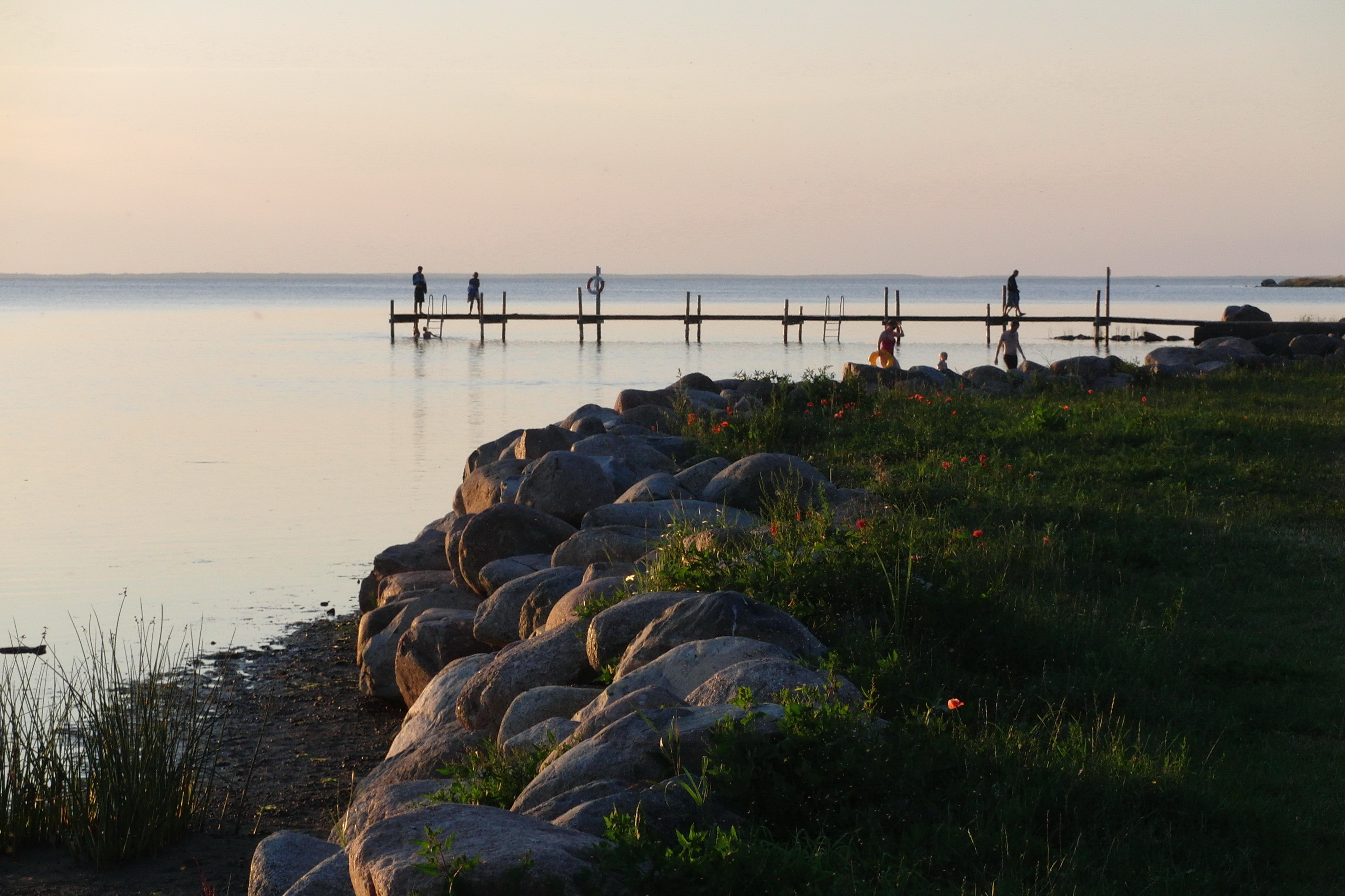
Badplats vid Sjöstugan.